# سیارک ۳۶۲۸
سیارک ۳۶۲۸ (به انگلیسی: 3628 Boznemcova، نامگذاری:1979WD) سه هزار و ششصد و بیست و هشتمین سیارک کشف شده‌است که در ۲۵ نوامبر ۱۹۷۹ کشف شد.
قدر مطلق سیارک برابر ۱۲٫۶۰ است.